# Aristida engleri
Aristida engleri är en gräsart som beskrevs av Carl Christian Mez. Aristida engleri ingår i släktet Aristida och familjen gräs.
Artens utbredningsområde är Namibia. Utöver nominatformen finns också underarten A. e. ramosissima.